# Lill-Bäckertjärnen
Lill-Bäckertjärnen är en sjö i Skellefteå kommun i Västerbotten och ingår i Bureälvens huvudavrinningsområde. Sjön har en area på 0,0881 kvadratkilometer och ligger 144,4 meter över havet.

## Delavrinningsområde
Lill-Bäckertjärnen ingår i det delavrinningsområde (718037-173611) som SMHI kallar för Mynnar i Ragvaldsträsket. Medelhöjden är 125 meter över havet och ytan är 9,74 kvadratkilometer. Det finns inga avrinningsområden uppströms utan avrinningsområdet är högsta punkten. Svedubäcken som avvattnar avrinningsområdet har biflödesordning 3, vilket innebär att vattnet flödar genom totalt 3 vattendrag innan det når havet efter 36 kilometer. Avrinningsområdet består mestadels av skog (78 procent). Avrinningsområdet har 0,25 kvadratkilometer vattenytor vilket ger det en sjöprocent på 2,5 procent.